# 北沢亜美
北沢 亜美（きたざわ あみ、1982年9月11日 - ）は、日本の元AV女優（イオンプロモーション（現 アクシスプロモーション）所属）。
東京都出身。血液型:O型。身長:152cm。スリーサイズ:B88(F)cm・W58cm・H83cm。

## 略歴・人物
2006年3月にAVデビュー。
同年7月よりMOODYZのレーベル「EDGE」の専属女優となり「Ami」に改名。
2007年より専属を離れ「北沢亜美」に名前を戻して活動。
現在は引退している。

## 出演作品

### アダルトビデオ
2006年
- ビージーン（3月7日、桃太郎映像出版） ※デビュー作
- ビージーン アウトテイクス （3月25日、桃太郎映像出版）…オムニバス作品 他出演:桃瀬ゆうな、栗原まあや、水野美香、志保、折原まみ
- 新入生・栗原（4月7日、桃太郎映像出版）…共演:栗原まあや
- 新任教師・北沢 （4月7日、桃太郎映像出版）…共演:栗原まあや
- ワイセツ（5月7日、桃太郎映像出版）
- 専属デビュー（7月1日、MOODYZ） ※「Ami」名義
- 騎乗位FUCKER（8月1日、MOODYZ） ※「Ami」名義
- パイパン ハイパー ピストン（9月1日、MOODYZ） ※「Ami」名義
- ミニマムモザイク VOL.2（10月1日、MOODYZ） ※「Ami」名義
- 初ロケ 南の島で大暴走FUCK（12月1日、MOODYZ）…共演:夏川しずく ※「Ami」名義

2007年
- 人妻の情事 6 夫以外の男に中出しされた妻たち（1月13日、隼エージェンシー）…オムニバス作品 他出演:加藤ツバキ、姫野りむ、葉山リカ、日吉ルミコ
- 巨乳中出し240 12（1月13日、隼エージェンシー）…オムニバス作品 他出演:楓はるか、水森あおい、持田茜、@YOU、Rico、さとう和香、花紀りろ
- フェラコレ2007冬SP（1月13日、隼エージェンシー）…オムニバス作品 他多数出演
- 監禁中出し（1月19日、ミスター・インパクト）…オムニバス作品 他出演:大石もえ、葉山リカ、凛花、椎名りく、小西れいか、若葉かおり
- キスマニア Vol.1（1月19日、ミスター・インパクト）…オムニバス作品 他出演:水野ひかり、宮澤愛菜、徳澤エリカ、姫川りな、陽多まり、彩美 ほか
- 巨乳LOVE 5（2月10日、隼エージェンシー）…オムニバス作品 他出演:楓はるか、福原みいな、風間ゆみ、持田茜、杉浦まな、若葉かおり、佐藤るり、大石もえ、SARINA、百瀬まひる、瀬咲るな、春名えみ、愛葉悠、花紀りろ、Rico
- こだわりの手コキ 4時間SP 3 40人のハンドメイド（2月10日、隼エージェンシー）…オムニバス作品 他多数出演
- 4時間完全撮り下ろし!! 17人の口まんこフェラ痴オ（2月19日、桃太郎映像出版）…オムニバス作品 他出演:西田美沙、天衣みつ、みずほ、華美月、宝月ひかる、星ありす、立花里子、ひな、綾乃梓 ほか
- オナニスト -第16章-（3月10日、隼エージェンシー）…オムニバス作品 他多数出演
- ヌーディストGALビーチ 2（7月15日、トップワン）…共演:青木里菜、花山あおい、早乙女みなき、星優乃、早坂めぐ、島田香奈、しいないおり、能田曜子、伊東玲美、大沢佑香、小柳さつき、矢沢未来、福沢あや、二階堂ローザ
- 実践!潮吹きポルチオ性感講座（7月15日、アレックス）…オムニバス作品 他出演:青木里菜、花山あおい、早乙女みなき、早坂めぐ、島田香奈、しいないおり、能田曜子、伊東玲美、大沢佑香、小柳さつき、二階堂ローザ
- 北沢亜美の舐め愛クリニック（7月19日、ディープス）
- 雅 （7月28日、オーロラプロジェクト）
- イカセ潮吹き50連発 （8月16日、ディープス）
- 痴女原人（8月15日、ジェイモデル）…共演:福沢あや、早坂めぐ、しいないおり
- わるのり 逆ナン エロワゴン （9月15日、アレックス）…共演:花山あおい、早乙女みなき、二階堂ローザ
- 現役本物ナース北沢亜美の出張ザーメン検診 （9月20日、ディープス）
- 東京若妻密会 vol.6 （9月21日、プレステージ）
- 素人 生ボイン 若妻FILE04（10月15日、NON） ※「なお」名義
- 彼女のカノジョと*25（11月2日、ゴーゴーズ）…共演:夢見ここ
- 回春生活（11月8日、タカラ映像）
- 密会生活（12月20日、タカラ映像）
- 巨乳引越センター（12月20日、V&Rプロダクツ）…共演:夢美ここ、麻生岬

2008年
- 人妻の履歴書 第3章 凍りつく10人の人妻たち（2月9日、隼エージェンシー）…オムニバス作品 他出演:葉山リカ、多々野昌稀、風間ゆみ、しいないおり、衣川音寧、天海ゆり、葉月ゆり、水森あおい、星優乃
- エロ人妻不倫密会（4月25日、シャッフル）…オムニバス作品 他出演:浜崎りお、香月藍

他、総集編多数

## テレビ番組
- 桃のふくらみ #39（MONDO TV）

## 電子書籍

### デジタル写真集
- 初脱ぎ!! （2006年2月23日、pad inc.,）
- 初脱ぎ!! （2006年2月23日、pad inc.,）…共演:栗原まあや
- ちょっとHな夏休み〜二人だけのリゾート編 （2006年9月21日、Level4）
- ちょっとHな夏休み〜ビーチでトップレス編 （2006年10月5日、Level4）
- ザ・撮影現場 （2006年11月16日、pad inc.,）